# Jesús Torres (compositor)
Jesús Torres (Zaragoza, 15 de julio de 1965) es un compositor español.

## Biografía
Procedente de una familia de larga tradición musical, realiza su formación académica en el Conservatorio Superior de Música de Madrid. Paralelamente estudia Análisis Musical con Luis de Pablo. Entre los años 1986 y 1988 estudió Composición con Francisco Guerrero Marín. Su catálogo consta de 137 composiciones, con piezas orquestales – veinte, entre ellas siete conciertos: de piano, acordeón, violín, percusión, clarinete, clave y uno doble para violonchelo y acordeón (Transfiguración) -, dos óperas, Tránsito, sobre un texto de Max Aub y Tejas verdes, con libreto de Fermín Cabal y poemas de Miguel Hernández pertenecientes a su poemario Cancionero y romancero de ausencias, además de cámara de muy diferentes formaciones instrumentales. Entre sus intereses más queridos está la musicalización de textos, destacando su constante relación con la poesía de Vicente Aleixandre (43 poemas musicados), además de San Juan de la Cruz, Jorge Manrique, Santa Teresa de Jesús, Luis de Góngora, Lope de Vega, Francisco de Quevedo, Rubén Darío, Antonio Machado,  Juan Ramón Jiménez, Miguel Hernández, Juan Eduardo Cirlot, Leopoldo Panero, Antonio Carvajal, Fermín Cabal o Alejandro Duque Amusco 
.
Su música se ha interpretado en festivales y series de conciertos de numerosos países: Biennale di Venezia,  Musica 99 Strasbourg, Musikfestspiele Saar, Ars Musica de Bruselas, Présences 2000 de Radio France, Academia Sibelius de Helsinki, Festival de Kuhmo, ISCM Festival (Copenhague y Bucarest), Festival de Alicante, Tribuna Internacional de Compositores de la UNESCO (2001 y 2008), PRIX Italia, Royal Academy de Londres, Prague Premieres 2008, Festival Puentes de México, Festival Latinoamericano de Caracas, Gare du Nord de Basel, Konzert Theater Bern, Wiener Konzerthaus, Ultraschall Berlin, Sound Ways Festival St. Petersburg, Lucerne Festival, Foro Internacional de Música Nueva Manuel Enríquez, Quincena Donostiarra, Festival Transart, Festival de Marvão, Schwetzinger Festspiele, etc. Ha recibido encargos de instituciones privadas y públicas: INAEM, Fundación Gaudeamus (Ámsterdam), Programa Caleidoscopio (Unión Europea), Comunidad de Madrid, Colegio de España de París, The Associated Board of the Royal Schools of Music, Orquesta Sinfónica RTVE, Orquesta Nacional de España, Joven Orquesta Nacional de España, FestClásica, Orquesta Sinfónica de Barcelona y Nacional de Cataluña, Fundación Hazen Hosseschrueders, Program for Cultural Cooperation (University of Minnesota), Sociedad Estatal de Conmemoraciones Culturales (SECC), Fundación Siglo, Siemens Stiftung, Fundación BBVA, Fundación Teatro Real,Festival Otoño Musical Soriano, Fundación Ibermúsica, etc, además de encargos de numerosos intérpretes.
Entre sus obras: Sinfonía (2005), para el 40.º aniversario de la creación de la Orquesta Sinfónica de RTVE; Faust (2008), música orquestal para la proyección de la película muda de 1926 de F. W. Murnau y estrenada en el Teatro de la Zarzuela de Madrid; Evocación de Miguel Hernández (2010), para soprano, coro y orquesta, compuesta para el centenario del nacimiento del poeta y que se interpretó por primera vez en el Festival de Alicante; Apocalipsis (2011), para coro gregoriano, doble coro y conjunto instrumental, con textos de San Juan, encargo de la L Semana de Música Religiosa de Cuenca; Libro de los secretos (2003/2011), encargo de la Fundación Autor para la OBC y estrenada en el Auditori de Barcelona; Concierto para violín y orquesta (2011), encargo de la Fundación BBVA y estrenado en el Teatro Monumental de Madrid; el amplio ciclo coral Aleixandre - Coros iniciado en 2014; Sonetos (2014-2015), para coro y orquesta, encargo de la Orquesta y Coros Nacionales de España; Folías de España (2015), encargo de la Orquesta Sinfónica de Castilla y León; Dos poemas de Antonio Carvajal (2016), encargo del Festival Música Sur o Malagueña ausente, encargo de la Fundación Siemens para celebrar el 20 Aniversario del Trío Arbós.
Ha sido galardonado con diversos premios: SGAE (Madrid 1992), Gaudeamus Prize (Ámsterdam 1995), Valentino Bucchi (Roma, 1997), Reina Sofía (Barcelona 1999), Millennium Chamber Players (Chicago 2008), Premio Nacional de Música (2012), entre otros. Fue nombrado compositor residente, durante 1998-1999, de la Joven Orquesta Nacional de España. Desde el año 2002 su obra es publicada por Tritó Edicions de Barcelona y se encuentra en numerosas grabaciones de los sellos Naxos, Kairos, Verso, OCNE, IBS Classical o Tritó.
En 2015 recibió de la Fundación BBVA una de las Becas Leonardo para la composición de dos nuevas obras orquestales, además de ser galardonado con el VIII Premio AEOS-Fundación BBVA por su obra orquestal Tres pinturas velazqueñas y que será interpretada por todas las orquestas sinfónicas españolas. Fue nombrado colaborador artístico para la Temporada 2016/2017 de la Orquesta Sinfónica del Principado de Asturias (OSPA), que le dedicó tres conciertos: Faust (concierto-proyección), Concierto para violín y orquesta y Tres pinturas velazqueñas. Faust también ha sido interpretado recientemente por la Orquesta Sinfónica de Galicia dentro de la VIII Mostra de Cinema Periférico de A Coruña.
Fue nombrado compositor residente del CNDM (Centro Nacional de Difusión Musical) para la Temporada 2017/2018. Se interpretaron 11 obras de cámara - con cuatro estrenos - en 13 conciertos en Madrid, Bucarest, Sofía, Santiago de Compostela, Badajoz, Cádiz y Panticosa. La Revista de Artes Sibila le ha dedicado su número 52 (octubre de 2017) con la edición de un CD monográfico.
En 2019 fue nombrado compositor residente de la Orquesta Sinfónica Ciudad de Zaragoza. El Teatro Real le encarga su primera ópera Tránsito, sobre la obra homónima de teatro de Max Aub, estrenada en la Temporada 2020/2021 del Teatro Real.
La Orquesta Sinfónica del Principado de Asturias, conjuntamente con la Fundación SGAE, le han encargado una nueva obra orquestal para la Temporada 2021/2022, Final para voz y orquesta, sobre poemas de Alejandro Duque Amusco. La Ernst-von-Siemens-Musikstiftung y el Orgelfestival BRANDNEU 2022 de Kassel le han encargado su primera pieza para órgano, Introspección. La Sociedad Española de la Guitarra le ha encargado una nueva obra para guitarra, Himno a la tristeza, para su publicación Revista Roseta.
El sello IBS CLASSICAL ha publicado en 2023 el cd monográfico "Duos with piano", interpretado por Alberto Rosado, José Luis Estellés, María Zubimendi, Miquel Bernat, Clara Andrada, David Apellániz y Robert Silla.
El Teatro Real de Madrid le encargó su segunda ópera, Tejas verdes, estrenada en 2025. En este mismo año se estrenan cinco nuevas obras vocales: Coplas (Jorge Manrique), Oda (Vicente Aleixandre), Tres poemas de Tejas verdes (Miguel Hernández), Cantares de Machado (Antonio Machado) y Eternidades (Juan Ramón Jiménez). Su primera ópera Tránsito ha recibido en 2024 el Premio Impulso a la mejor propuesta de nueva creación lírica en la VII Edición de los Premios Ópera XXI.
Estrenos en 2021:
- 19 de marzo. Ofrenda, para clarinete en Si b. Nueva versión del original para clarinete bajo. Conservatorio Superior de Música Rafael Orozco. Festival de Música Contemporánea de Córdoba. Intérprete: Luis Fernández Castelló
- 29 de mayo. Tránsito, ópera de cámara, sobre un texto de Max Aub. Soprano, mezzosoprano, tenor, 2 barítonos y 18 instrumentos. Temporada 2020/2021 del Teatro Real. Naves del Español, Madrid, sobre la obra teatral homónima de Max Aub. Obra encargo de la Fundación Teatro Real.
- 21 de junio. Estudio Rapsódico, para vibráfono. Cine-Teatro Avenida, Castelo Branco. Festival PercArt. Intérprete: Miquel Bernat.
- 3 de julio. Antinous, para violín y clave. XVIII Concurso Internacional de Música de Cámara de Arnuero, Cantabria. Intérpretes: Fernando Pascual, violín y Adrià Gràcia, clave. Obra encargo del Concurso Internacional de Música de Cámara de Arnuero.
- 31 de julio. Paráfrasis, para acordeón. Sobre 13 imágenes de Sergio Abrain. Museo Salvador Victoria. Rubielos de Mora, Teruel. Intérprete: Rodrigo Ramos, acordeón.
- 4 de octubre. Ruinas de Belchite, para orquesta. Auditorio de Zaragoza. Temporada de Grandes Conciertos Auditorio Filarmónico. Intérpretes: Orquesta Sinfónica Ciudad de Zaragoza. Director: Juan Luis Martínez. Obra encargo de la OSCZ.
- 16 de octubre. Cinco Versos sobre la Missa Pro Victoria, para cuarteto de saxofones y órgano. Nueva versión del original para cuatro ministriles y órgano. Museo de Arte Contemporáneo, Alicante. Soniart 21. Lumina Ensemble.
Estrenos en 2022:
- 3 de febrero. Final, para voz y orquesta. Sobre 5 poemas de Alejandro Duque Amusco. Temporada 2021/2022 de la OSPA. Teatro Jovellanos, Gijón. Intérpretes: Orquesta Sinfónica del Principado de Asturias. Director: Jordi Bernàcer. Obra encargo de la Fundación SGAE y la AEOS.
- 10 de marzo. Once de marzo, Movimiento III de Final. Poema de Alejandro Duque Amusco. Primera interpretación como pieza independiente. Auditorio Nacional de Madrid. XX Concierto 'in memoriam' en homenaje a las víctimas del terrorismo. Intérpretes: Esmeralda Espinosa, mezzosoprano. Orquesta Sinfónica de RTVE. Director: Pablo González.
- 13 de abril. Altera bestia, para soprano y ensemble. Iglesia de la Merced de Cuenca. 59 Semana de Música Religiosa de Cuenca. Intérpretes: Isabella Gaudí, soprano. Plural Ensemble. Director: Fabián Panisello. Obra encargo de la SMRC.
- 2 de junio. Cuarteto con clarinete, para clarinete, violín, viola y violonchelo. Nueva versión del Cuarteto con oboe (2009). Auditorio de Galicia, Santiago de Compostela. Intérpretes: José Luis Estellés, clarinete; Ensemble de la JONDE.
- 4 de junio. Solo, para barítono y piano. Sobre un poema de Luciano González Sarmiento. Fundación Botín, Santander. Música y poesía. Concierto Homenaje a Luciano González Sarmiento. Intérpretes: David Rubiera, barítono; Aurelio Viribay, piano.
- 19 de julio. Grabados de Goya. I.- Nada, para piano. Centro Cultural de Cascais. Festival Estoril Lisboa 2022. Intérprete: Luis González Lladó, piano.
- 7 de septiembre. Introspección, para órgano. St. Martin, Kassel. BRANDNEU 2022 Internationales OrgelFestival. Intérprete: Megumi Hamaya. órgano. Obra encargo de Siemens Stiftung.
- 8 de octubre. Himno a la tristeza, para guitarra. Sala Manuel de Falla del Conservatorio Superior de Madrid. Sociedad Española de la Guitarra. Intérprete: Deion Cho, guitarra. Sobre un poema de Luis Cernuda. Obra encargo de la Sociedad Española de la Guitarra.
- 25 de octubre. Silentium amoris, para saxofón soprano y piano. Estreno de la nueva versión del original para oboe y piano. Museo de Artes Decorativas de Madrid. Intérpretes: Ismael Arroyo, saxofón soprano; Eduardo Moreno, piano. Sobre un poema de Oscar Wilde.
- 7 de diciembre. El silencio de la vida, para mezzosoprano, saxofón soprano y piano. Poema de Alejandro Duque Amusco. Kirche der Jesuiten Sankt Peter Köln. Intérpretes: Odelya Trio. Obra encargo del Odelya Trio.
Estrenos en 2023
- 27 de marzo. Concierto para clave y orquesta de cuerda. Auditorio de Zaragoza. Temporada de Grandes Conciertos del Auditorio de Zaragoza. Intérpretes: Silvia Márquez, clave, Orquesta Sinfónica Ciudad de Zaragoza. Director: Juan Luis Martínez. Obra encargo de la OSCZ.
- 15 de mayo. Sortilegio, para flauta. Centro de Arte Reina Sofía, Madrid. Temporada 2022/2023 del CNDM. Intérprete: Emmanuel Pahud, flauta. Obra encargo del CNDM.
- 6 de junio. Trío Nº 2. Elegía española, para violín, violonchelo y piano. Auditorio Nacional de Madrid. Ciclo Satélites. Temporada 2022/2023 de la OCNE. Intérpretes: Trío Elián. Obra encargo de la OCNE.
- 28 de junio. Palabras-El silencio, para mezzosoprano, viola y piano. Poema de Vicente Aleixandre. Real Academia de Bellas Artes de San Fernando, Madrid. Intérpretes: Laia Falcón, soprano; Ana María Alonso, viola; Rubén Yessayan, piano.
Estrenos en 2024
- 23 de mayo. Tránsito, ópera. Nueva producción del Palau de les Arts Reina Sofía de Valencia. Carmen Artaza, mezzosoprano; Isaac Galán, barítono; María Miró, soprano; Toni Marsol, barítono y Pablo García López, tenor. Director de escena: Carles Alfaro. Escenografía: Luis Crespo. Vestuario: Carmen Arce. Iluminación: Amador Artiga. Orquestra de la Comunitat Valenciana. Director: Jordi Francés. Coproducción con la Ópera de Tenerife.
- 25 de mayo. Cuaderno místico. 2.- Sobre un éxtasis, para coro mixto. Poema de San Juan de la Cruz. Iglesia de las Mercedarias Descalzas, Madrid. Intérpretes: Coro Fundación GSD. Director: Jerónimo Marín.
- 9 de noviembre. Grabados de Goya. II.- Volaverunt, para piano. XXXII Festival de Música Contemporánea de Segovia. Temporada 2024/2025 del CNDM. Intérpretes: Luis González Lladó, piano.
Estrenos en 2025
- 15 de enero. Masques (1996/2022), para dos pianos. Estreno de la nueva versión. Espacio Turina, Sevilla. Intérpretes: Isabel Puente, Duncan Gifford, dúo de pianos.
- 13 de febrero. Tejas verdes, ópera. Ópera sobre un libreto de Fermín Cabal y poemas de Miguel Hernández. Temporada 2024/2025 del Teatro Real. Natalia Labourdette, soprano; Alicia Amo, soprano; Ana Ibarra, mezzosoprano; María Miró, soprano; Laura Vila, mezzosoprano; Sandra Ferrández, mezzosoprano. Orquesta y Coros Titulares del Teatro Real. Director: Jordi Francés. Director de Escena y Vestuario: Rafael R. Villalobos. Escenografía: Emanuel Sinisi. Iluminación: Felipe Ramos. Coreografía: Estévez/Paños Compañía. Asesora Plástica: Soledad Sevilla. Obra encargo de la Fundación Teatro Real.
- 2 de marzo. Coplas, para soprano, violonchelo y arpa. Sobre las Coplas por la muerte de su padre de Jorge Manrique. Teatro Real, Madrid. Domingos de Cámara. Temporada 2024/2025 del Teatro Real. Intérpretes: Sonia de Munck, soprano; Andrés Ruiz, violonchelo; Susana Cermeño, arpa.
- 8 de marzo. Oda, para voz, flauta, clarinete en La, saxofón barítono, violín, violonchelo y piano. Sobre un poema de Vicente Aleixandre: "Oda a los niños de Madrid muertos por la metralla", escrito en noviembre de 1936. Sala Berlanga, Madrid. Intérpretes: Isabella Gaudí, soprano; Plural Ensemble. Director: Fabián Panisello.
- 12 de junio. Trío para flauta en Sol, viola y guitarra (1997/2025). Estreno de la nueva versión. Real Academia de Bellas Artes de San Fernando, Madrid. Intérpretes: Álvaro Octavio, flauta en sol; Ana María Alonso, viola; Sohta Nakabayashi, guitarra.
- 19 de julio. Tres poemas de Tejas verdes. Versión para soprano y cuarteto de cuerda de tres arias de la ópera Tejas verdes. Poemas de Miguel Hernández. Festival de Música de Cámara La Calderona, Serra, Valencia. Intérpretes: Alicia Amo, soprano, Kairos Project Ensemble.
- 6 de septiembre. Cantares de Machado, para voz y piano. Sobre los Proverbios y cantares de Antonio Machado. Estreno: Festival Otoño Musical Soriano. Obra encargo del FOMS. Intérpretes: Francisco Cruz, tenor, Sergio Kuhlmann, piano.
- 3 de octubre.  Tres poemas de Tejas verdes.  Versión para soprano y piano de tres arias de la ópera Tejas verdes. Poemas de Miguel Hernandez. Sociedad Filarmónica de Burgos. Intérpretes: Alicia Amo, soprano, Natalia Gonzalez, piano.
- 27 de noviembre. Eternidades, para tenor y piano. Ciclo de 16 canciones sobre poemas de Juan Ramón Jiménez. Auditorio del Conde Duque, Madrid. Temporada 2025/2026 de Ibermúsica. Ciclo Km 0. Intérpretes: Pablo García López, tenor; Duncan Gifford, piano. Obra encargo de la Fundación Ibermúsica.
Jesús Torres reside en Madrid y pertenece a la Agencia Ibermúsica Artists.

## Catálogo de obras
A continuación se relacionan las obras de Jesús Torres:
| Año            | Obra                                                       | Tipo de obra | Duración | Editorial                                                   |
| -------------- | ---------------------------------------------------------- | --- | -------- | ----------------------------------------------------------- |
| 1991-1992      | Víspera de mí                                              | Flauta, clarinete en Si b, percusión (marimba, vibráfono), piano, violín y viola | 10:00    | E.M.E.C. (Editorial de Música Española Contemporánea)       |
| 1993           | Virtual                                                    | Flauta | 05:00    | Tritó Edicions                                              |
| 1993/1997      | Preludios I-II-III-IV                                      | Piano. I. Con anima. II. Agitato. III. Andante crepuscolare. IV. Voluttuoso. | 22:00    | Tritó Edicions                                              |
| 1992/1993      | Presencia del aire                                         | Flauta, clarinete en Si b, 2 percusionistas, arpa, piano, violín, viola y violonchelo | 12:00    | Tritó Edicions                                              |
| 1994           | Itzal                                                      | Acordeón | 10:00    | Tritó Edicions                                              |
| 1994/2014      | Itzal II                                                   | Dos acordeones. Versión del original para acordeón solo | 12:00    | Tritó Edicions                                              |
| 1994           | Cuarteto de viento                                         | Flauta, oboe, clarinete en Si b y fagot | 08:00    | Tritó Edicions                                              |
| 1994           | Dúo I                                                      | Oboe y Arpa | 08:00    | Tritó Edicions                                              |
| 1994-1995      | Concierto para piano y orquesta                            | I. Lento. II. Presto Fugace. III. Lento. IV. Scorrevole. V. Cadenza. VI. Agitato Assai | 22:30    | Tritó Edicions                                              |
| 1994/2000      | Cadenza                                                    | Movimiento IV del Concierto para piano. Piano solo | 03:30    | Tritó Edicions                                              |
| 1995           | Dúo II                                                     | Clarinete bajo y marimba | 10:00    | Tritó Edicions                                              |
| 1995/2010      | Dúo II                                                     | Saxofón barítono y marimba. Versión del original para clarinete bajo y marimba | 10:00    | Tritó Edicions                                              |
| 1996           | Mirada Final                                               | Guitarra | 02:00    | Ediciones Cecilia Colien Honegger                           |
| 1996           | Masques                                                    | Dos pianos | 10:00    | Tritó Edicions                                              |
| 1996           | Unidad en ella                                             | Soprano, flauta, oboe, clarinete en Si b, 2 percusionistas, piano, violín, viola y violonchelo. Poema de Vicente Aleixandre (La destrucción o el amor) | 09:00    | Tritó Edicions                                              |
| 1997           | Tiento                                                     | Percusión: Marimba y Vibráfono | 11:00    | Tritó Edicions                                              |
| 1997           | Tropos                                                     | Clarinete bajo | 07:00    | Tritó Edicions                                              |
| 1997           | Trío para flauta en sol, viola y guitarra                  | Flauta en sol, viola y guitarra | 09:00    | Tritó Edicions                                              |
| 1997           | Fugace                                                     | Flauta, violín, violonchelo y piano | 06:00    | Tritó Edicions                                              |
| 1997           | Nocturno                                                   | Flauta y guitarra | 03:00    | Tritó Edicions                                              |
| 1997/2014      | Nocturno                                                   | Violín y guitarra. Versión del original para flauta y guitarra | 03:00    | Tritó Edicions                                              |
| 1997           | Fantasía para clarinete en Si b y piano                    | Clarinete y piano | 07:00    | Tritó Edicions                                              |
| 1997/1998      | Fantasía para viola y piano                                | Versión del original para clarinete y piano | 07:00    | Tritó Edicions                                              |
| 1998           | Soneto del amor oscuro                                     | Soprano, flauta, violonchelo y guitarra. Poema de Federico García Lorca (Sonetos del amor oscuro) | 04:00    | Tritó Edicions                                              |
| 1998           | Partita                                                    | Flauta, oboe, clarinete en Si b, fagot. Trompa, trompeta, trombón. 2 Percusionistas. Piano. 2 Violines, viola, violonchelo y contrabajo | 14:00    | Tritó Edicions                                              |
| 1999           | El olvido                                                  | Mezzosoprano y guitarra. Poema de Vicente Aleixandre (Poemas de la consumación) | 04:00    | Tritó Edicions                                              |
| 1998-1999      | La Máscara de la Muerte Roja                               | Orquesta. Sobre un cuento de Edgar Allan Poe | 12:00    | Tritó Edicions                                              |
| 1999           | Canto (In memoriam Francisco Guerrero)                     | Violín y viola | 04:00    | Tritó Edicions                                              |
| 1999           | Diferencias                                                | Flauta, oboe, clarinete en Si b, vibráfono, piano, 2 violines, viola y violonchelo | 11:00    | Tritó Edicions                                              |
| 1999           | Episodios                                                  | Flauta, clarinete en Si b, violín, violonchelo y piano | 08:00    | Tritó Edicions                                              |
| 2000           | Crepuscular                                                | Orquesta | 12:00    | Tritó Edicions                                              |
| 2000           | Épodo                                                      | Saxofón tenor | 05:30    | Tritó Edicions                                              |
| 2000           | Dánae                                                      | Seis percusionistas | 12:00    | Tritó Edicions                                              |
| 2000           | Ánima                                                      | Flauta de pico contralto | 04:00    | Tritó Edicions                                              |
| 2000           | Encuentros                                                 | Cuatro saxofones (soprano, alto, tenor, barítono), vibráfono y piano | 04:00    | Tritó Edicions                                              |
| 2001           | Trío                                                       | Violín, violonchelo, y piano | 12:00    | Tritó Edicions                                              |
| 2001           | Accentus                                                   | Acordeón y piano | 11:00    | Tritó Edicions                                              |
| 2002           | Madre, madre                                               | Mezzosoprano y piano. Poema de Vicente Aleixandre (Espadas como labios) | 06:00    | Tritó Edicions                                              |
| 2002           | Ausencias                                                  | Guitarra | 12:00    | Tritó Edicions                                              |
| 2002           | Trío de cuerda                                             | Violín, viola y violonchelo | 13:00    | Tritó Edicions                                              |
| 2002           | Piezas íntimas                                             | Piano. 1. La melancolía (2002). 2. ... i l'infant dorm (2005) | 06:00    | Tritó Edicions                                              |
| 2002           | Aurora                                                     | Pieza infantil perteneciente al álbum Spectrum . Piano | 01:40    | The Associated Board of the Royal Schools of Music (London) |
| 2002           | Presencias[                                                | Piano. 1. Liturgia 2. J.C. 3. Perspectivas 4. Yakarta | 13:00    | Tritó Edicions                                              |
| 2002           | Splendens                                                  | 1 Percusionista (marimba y vibráfono) y piano [ | 13:00    | Tritó Edicions                                              |
| 2002           | Cobra                                                      | Mezzosoprano y saxofón soprano. Poema de Vicente Aleixandre (La destrucción o el amor) | 05:00    | Tritó Edicions                                              |
| 2003           | Circuito                                                   | Mezzosoprano. Poema de Vicente Aleixandre (Espadas como labios). También hay versiones para soprano y contralto. | 03:00    | Tritó Edicions                                              |
| 2003           | Libro de los secretos                                      | Orquesta. Sobre un texto del místico sufí Farid al Din Attar (siglo XIII) | 17:00    | Tritó Edicions                                              |
| 2003           | Memento                                                    | Piano | 06:00    | Tritó Edicions                                              |
| 2003           | La tumba de Antígona                                       | Orquesta. Sobre un texto de María Zambrano | 17:00    | Tritó Edicions                                              |
| 2003/2005      | Sonata para flauta y piano                                 | Movimiento I (2005). Movimiento II (2003) | 11:00    | Tritó Edicions                                              |
| 2004           | Variaciones para violonchelo y piano                       | Violonchelo y piano | 12:00    | Tritó Edicions                                              |
| 2004           | Movimiento                                                 | Orquesta | 10:00    | Tritó Edicions                                              |
| 2004           | Proteus                                                    | Un Percusionista: 6 instrumentos de piel, 4 de madera, 4 de metal, percusión corporal y recitado del poema de Juan Eduardo Cirlot Visio Smaragdina | 11:00    | Tritó Edicions                                              |
| 2004           | Concierto para acordeón y orquesta                         | Acordeón solista y orquesta | 19:00    | Tritó Edicions                                              |
| 2004/2019      | Reducción del Concierto para acordeón y orquesta           | Acordeón y piano | 19:00    | Tritó Edicions                                              |
| 2004/2013      | Cadencias                                                  | Obra derivada del Concierto para acordeón. Acordeón solo | 09:00    | Tritó Edicions                                              |
| 2004           | Chacona                                                    | Violín | 12:00    | Tritó Edicions                                              |
| 2004           | Glosa                                                      | Violonchelo | 11:00    | Tritó Edicions                                              |
| 2004/2007      | Canciones para Enrique                                     | Coro de voces blancas a 2, 3 y 4 voces. Poemas de Vicente Aleixandre. Ciclo de 13 canciones | 25:00    | Tritó Edicions                                              |
| 2007/2018      | Adolescencia                                               | Voz y piano. Versión de la pieza XII del ciclo Canciones para Enrique | 2:00     | Tritó Edicions                                              |
| 2004-2005      | Double                                                     | Versión de cámara del Concierto para acordeón. Acordeón solista. Flauta, clarinete bajo, percusión (marimba y vibráfono), piano, violín y violonchelo | 19:00    | Tritó Edicions                                              |
| 2004-2005/2013 | Double II                                                  | Acordeón solista. Flauta, clarinete bajo, piano, violín, y violonchelo. Segunda versión de Double | 19:00    | Tritó Edicions                                              |
| 2005           | Wasserfall                                                 | Piano | 06:00    | Tritó Edicions                                              |
| 2005           | Sinfonía                                                   | I. Desolado. II. Exaltado. III. Extático. IV. Enérgico. Orquesta | 31:00    | Tritó Edicions                                              |
| 2005           | Extático                                                   | Movimiento III de la Sinfonía. Orquesta de cuerda | 10:00    | Tritó Edicions                                              |
| 2005           | Winternacht                                                | Dos violines. Sobre un poema de Georg Trakl | 10:00    | Tritó Edicions                                              |
| 2005-2006      | Cuentos de Andersen                                        | I. La abuela III. La pequeña cerillera IV. El traje nuevo del emperador . Recitador. Acordeón, violín, violonchelo y piano | 40:00    | Tritó Edicions                                              |
| 2006           | Decem                                                      | Violín, violonchelo y piano | 03:00    | Tritó Edicions                                              |
| 2006           | Piezas místicas                                            | Viola. I. Noche . II. Llama . III. Cántico . Sobre tres poemas de San Juan de la Cruz | 12:00    | Tritó Edicions                                              |
| 2006           | Sonata a tre                                               | Tres percusionistas | 21:00    | Tritó Edicions                                              |
| 2006           | Noche oscura                                               | Soprano y piano. Poema de San Juan de la Cruz | 04:30    | Tritó Edicions                                              |
| 2006           | Nínive                                                     | Tres tubas (un instrumentista) y percusión. Recitado del poema de Juan Eduardo Cirlot Bronwyn n (fragmento) | 10:00    | Tritó Edicions                                              |
| 2007           | Hijo mío                                                   | Barítono y piano. Poema de Leopoldo Panero (Escrito a cada instante) | 03:00    | Tritó Edicions                                              |
| 2007/2016      | Hijo mío                                                   | Tenor y piano. Versión del original para barítono y piano [ | 03:00    | Tritó Edicions                                              |
| 2007           | Manantial de luz                                           | Piano solista. Flauta, clarinete, percusión, violín, viola y violonchelo | 22:00    | Tritó Edicions                                              |
| 2007           | El misterio del agua                                       | Saxofón barítono, tuba y percusión (marimba, vibráfono y campanas). Sobre un poema de Emilio Prados | 10:00    | Tritó Edicions                                              |
| 2007           | Poética                                                    | Clarinete en Si b, violín, violonchelo y piano. Sobre cinco poemas alemanes: I. Zueignung (Dedicatoria), Novalis II. Aussicht (Visión), Hölderlin III. Liebenden (Los amantes), Rilke IV. Nachtlied (Canto nocturno), Trakl V. Todesfuge (Fuga de la muerte), Celan | 13:00    | Tritó Edicions                                              |
| 2007           | El lamento                                                 | Violín. Sobre la escultura de Käthe Kollwitz "Die Klage" | 03:30    | Tritó Edicions                                              |
| 2007           | Dos canciones del mar                                      | Coro mixto y piano. Poemas de Rubén Darío. 1.- Marina. 2.- Oleaje | 10:00    | Tritó Edicions                                              |
| 2007           | Umbrales de sombra                                         | Guitarra. Sobre un poema de Emilio Prados | 07:00    | Tritó Edicions                                              |
| 2008           | Faust (Escena IV)                                          | Orquesta de viento y percusión | 16:00    | Tritó Edicions                                              |
| 2008           | Faust (Escena III)                                         | Orquesta de cuerda | 16:00    | Tritó Edicions                                              |
| 2007-2009      | Faust                                                      | Música para la proyección del film Faust - Eine deutsche Volkssage (1926) de F. W. Murnau. Orquesta. Soprano y Mezzosoprano solistas | 105:00   | Tritó Edicions                                              |
| 2009           | Argos                                                      | Dos percusionistas. I. Marimba de 5 octavas y vibráfono de 4 octavas. II. Marimba de 5 octavas y vibráfono de 3 octavas | 12:00    | Tritó Edicions                                              |
| 2009           | Accanto                                                    | Cuatro marimbas | 12:00    | Tritó Edicions                                              |
| 2009           | Monegros                                                   | "En recuerdo de Isaac Albéniz" Piano | 06:00    | Tritó Edicions                                              |
| 2009           | Quinteto con clarinete                                     | Clarinete en La y cuarteto de cuerda. In memoriam Gonzalo de Olavide | 18:00    | Tritó Edicions                                              |
| 2009           | Cuarteto con oboe                                          | Oboe, violín, viola y violonchelo | 10:00    | Tritó Edicions                                              |
| 2009/2019      | Cuarteto con saxofón                                       | Saxofón soprano, violín, viola y violonchelo. Transcripción del Cuarteto con oboe | 10:00    | Tritó Edicions                                              |
| 2009/2021      | Cuarteto con clarinete                                     | Clarinete, violín, viola y violonchelo. Transcripción del Cuarteto con oboe | 10:00    | Tritó Edicions                                              |
| 2009-2010      | Evocación de Miguel Hernández                              | Soprano solista, coro y orquesta. I. Un carnívoro cuchillo (Orquesta). II. Vientos del pueblo me llevan (Coro y orquesta). III. El tren de los heridos (Orquesta). IV. Madre España (Coro y orquesta). V. Guerra (Soprano y orquesta de cuerda). Poemas de Miguel Hernández | 35:00    | Tritó Edicions                                              |
| 2010           | Guerra (Movimiento V de Evocación de Miguel Hernández)     | Soprano y orquesta de cuerda | 10:00    | Tritó Edicions                                              |
| 2010/2017      | Guerra (Movimiento V de Evocación de Miguel Hernández)     | Soprano y quinteto de cuerda: 2 violines, viola, violonchelo y contrabajo. Versión del original para soprano y orquesta de cuerda | 10:00    | Tritó Edicions                                              |
| 2010           | Interiores                                                 | Guitarra | 06:00    | Tritó Edicions                                              |
| 2010           | Aquelarre                                                  | Flauta baja (también flauta en sol), clarinete bajo, percusión, piano, viola y violonchelo. Sobre una de las Pinturas negras de Goya | 10:00    | Tritó Edicions                                              |
| 2010/2023      | Aquelarre                                                  | Flauta baja (también flauta en sol), saxofón barítono, percusión, piano, viola y violonchelo. Sobre una de las Pinturas negras de Goya. Segunda versión | 10:00    | Tritó Edicions                                              |
| 2010-2011      | Apocalipsis                                                | Coro gregoriano, doble coro y ensemble. Texto del Apocalipsis de San Juan (Nuevo Testamento). I. Visión II. Los siete sellos III. Las siete trompetas IV. La bestia V. Caída de Babilonia VI. El juicio final VII. La nueva Jerusalén | 50:00    | Tritó Edicions                                              |
| 2011           | Cinco versos sobre la Missa Pro Victoria                   | En el IV Centenario de Tomás Luis de Victoria. Cuatro ministriles y órgano | 13:00    |                                                             |
| 2011/2019      | Cinco versos sobre la Missa Pro Victoria                   | Cuarteto de saxofones (soprano, alto, tenor, barítono) y órgano. Versión del original para cuatro ministriles y órgano | 13:00    |                                                             |
| 2011           | Concierto para violín y orquesta                           | I.- Dramático. II.- Apasionado. III.- Estremecido | 20:00    | Tritó Edicions                                              |
| 2011/2018      | Reducción del Concierto para violín y orquesta             | Violín y piano | 20:00    | Tritó Edicions                                              |
| 2012           | Laberinto de silencios                                     | Piano | 06:00    | Tritó Edicions                                              |
| 2012           | Tenebrae                                                   | Cuarteto de saxofones (soprano, alto, tenor, barítono). Sobre el Responsorio de Semana Santa Tenebrae factae sunt de Tomás Luis de Victoria [ | 09:00    | Tritó Edicions                                              |
| 2012           | Concierto para percusión y orquesta                        | I. Lúdico. II. Arcano. III. Vivo. IV. Enigmático | 22:00    | Tritó Edicions                                              |
| 2012           | Subtilior                                                  | Transcripción de piezas polifónicas de los siglos XIV y XV. Cuarteto de saxofones. Cuadernos I y II | 25:00    | Tritó Edicions                                              |
| 2013           | Cuarteto de cuerda                                         | Violín 1, violín 2, viola y violonchelo. I. Con plasticidad. II. Frenético. III. Nocturnal. IV. Vertiginoso | 18:00    | Tritó Edicions                                              |
| 2013           | Paseo de los tristes                                       | Piano | 07:00    | Tritó Edicions                                              |
| 2013           | Isis                                                       | Flauta (también piccolo), clarinete bajo, piano, violín, viola y violonchelo | 10:00    |                                                             |
| 2012/2013      | Cinco momentos de Medea                                    | Soprano, mezzosoprano, bajo-barítono, coro femenino y orquesta. Texto de Fermín Cabal | 25:00    | Tritó Edicions                                              |
| 2012/2013      | Concierto de cámara                                        | Versión de cámara del Concierto para percusión. Percusionista solista. Trompeta, trompa, trombón, 2 percusionistas, arpa y piano | 22:00    |                                                             |
| 2013           | Semejante a la noche                                       | Piano. Sobre versos de Noche oscura del alma de San Juan de la Cruz | 06:00    | Tritó Edicions                                              |
| 2014           | Constelaciones                                             | Cuarteto de guitarras | 08:00    | Tritó Edicions                                              |
| 2014           | Fragmento                                                  | Marimba. Cadencia III del Concierto para percusión y orquesta | 02:00    |                                                             |
| 2014/2018      | Aleixandre - Coros                                         | Ciclo de piezas para coro. Poemas de Vicente Aleixandre. 1. El amor iracundo. 2. Llueve. 3. Se querían. 4. Lenta humedad. 5. Corazón negro. 6. Noche mía. 7. Amor sucesivo. 8. La tristeza. 9. Absorbido. 10. Clamor o voz. 11. Diosa. 12. La rosa. 13. Los besos. 14. El cuerpo y el alma. 15. El perfume. 16. Noche cerrada. 17. Cabellera negra | 40:00    | Tritó Edicions                                              |
| 2014           | Sappho                                                     | Sobre once fragmentos poéticos de Safo de Lesbos. Flauta, violonchelo y piano | 12:00    | Tritó Edicions                                              |
| 2014-2015      | Sonetos                                                    | Coro y orquesta. I. Suspiros tristes, lágrimas cansadas (Luis de Góngora). II. Desmayarse, atreverse, estar furioso (Lope de Vega). III. Es hielo abrasador, es fuego helado (Francisco de Quevedo). IV. Amor constante más allá de la muerte (Francisco de Quevedo). V. Puedo estar apartado, mas no ausente (Francisco de Quevedo). VI. Tras arder siempre, nunca consumirse (Francisco de Quevedo). VII. Miré los muros de la patria mía (Francisco de Quevedo) | 35:00    | Tritó Edicions                                              |
| 2014-2015/2021 | Reducción de Sonetos                                       | Coro y piano | 35:00    | Tritó Edicions                                              |
| 2015           | Tres pinturas velazqueñas                                  | Orquesta. I. La Venus del espejo. II. Cristo crucificado III. El triunfo de Baco | 18:00    | Tritó Edicions                                              |
| 2015           | Coplas                                                     | Soprano, violonchelo y arpa. Sobre las Coplas a la muerte de su padre de Jorge Manrique(1440-1479) | 08:00    |                                                             |
| 2015           | Folías de España                                           | Orquesta | 12:00    | Tritó Edicions                                              |
| 2015-2016      | Transfiguración                                            | Doble concierto para violonchelo, acordeón y orquesta de cuerda. Sobre versos de Symphonia armonie celestium revelationum de Hildegard von Bingen (1098-1179). I. O vis eternitatis (¡Fuerza de la Eternidad!). II. O cruor sanguinis (¡Sangre derramada!). III. Vivificans vita (Vida que da vida). IV. O ignee spiritus (¡Espíritu ígneo). V. Speculum lucis (Espejo de la luz)                                                                                  | 20:00    | Tritó Edicions                                              |
| 2015-2016/2025 | Reducción de Transfiguración                               | Violonchelo, acordeón y piano | 20:00    | Tritó Edicions                                              |
| 2016           | Malagueña ausente                                          | Violín, violonchelo y piano | 09:00    | Tritó Edicions                                              |
| 2016           | Dos poemas de Antonio Carvajal                             | Soprano, violín, violonchelo y piano. I.- Con el agua dormida. II.- Soneto de la herida | 12:00    | Tritó Edicions                                              |
| 2016           | Concierto para clarinete y orquesta                        | I. Allegro elettrico. II. Andante sinuoso. III. Presto vibrante | 20:00    | Tritó Edicions                                              |
| 2016/2021      | Reducción del Concierto para clarinete y orquesta          | Clarinete y piano | 20:00    | Tritó Edicions                                              |
| 2016           | Llama de amor viva                                         | Contratenor (o mezzosoprano) y acordeón. Poema de San Juan de la Cruz | 04:00    | Tritó Edicions                                              |
| 2016/2025      | Llama de amor viva                                         | Soprano y piano. Poema de San Juan de la Cruz. Versión del original para contratenor y acordeón | 04:00    |                                                             |
| 2016/2018      | Canciones de Aleixandre                                    | Voz y piano. Ciclo de canciones con poemas de Vicente Aleixandre. 1. Primera tristeza 2. Sombra 3. Despedida 4. El viento 5. Quedándonos | 12:00    | Tritó Edicions                                              |
| 2016/2018      | Cuaderno místico                                           | Coro mixto. 1. Invocaciones de Santa Teresa. I. Nada te turbe. II. Vivo sin vivir en mí (poemas de Teresa de Ávila). 2. Sobre un éxtasis (poema de San Juan de la Cruz) | 09:00    | Tritó Edicions                                              |
| 2016/2025      | Nada te turbe                                              | Voz y piano. Versión del original para coro a cappella. Poema de Teresa de Ávila | 03:00    |                                                             |
| 2016-2017      | Final                                                      | Mezzosoprano y orquesta. Poemas de Alejandro Duque Amusco. I. Renuncia. II. Prometeo en la tierra. III. Once de marzo. I V. Desasosiego. V. Para después del hombre | 15:00    | Tritó Edicions                                              |
| 2017           | Trío para oboe, violonchelo y piano                        | I. Rapsódico II. Transparencias III. Espejo de fuego | 15:00    | Tritó Edicions                                              |
| 2017           | Fulgor                                                     | Violín, clarinete en Si b y piano | 10:00    | Tritó Edicions                                              |
| 2017           | La catedral de cristal                                     | Arpa | 04:00    | Tritó Edicions                                              |
| 2017           | Ofrenda                                                    | Clarinete bajo | 03:30    | Tritó Edicions                                              |
| 2017/2018      | Ofrenda                                                    | Clarinete en Si b. Versión del original para clarinete bajo | 03:30    | Tritó Edicions                                              |
| 2017           | Pentesilea                                                 | Flauta, clarinete en Si b, violín, violonchelo y piano | 10:00    | Tritó Edicions                                              |
| 2017           | Cuarteto con piano                                         | Violín, viola, violonchelo y piano. I. Impetuoso. II. Con furor. III. Introvertido. IV. Eufórico | 20:00    | Tritó Edicions                                              |
| 2017/2018      | Grabados de Goya                                           | Piano. I. Nada. II. Volaverunt | 04:30    | Tritó Edicions                                              |
| 2018           | Palabras - El silencio                                     | Mezzosoprano, viola y piano. Poema de Vicente Aleixandre | 07:00    | Tritó Edicions                                              |
| 2018           | Opus incertum                                              | Flauta, clarinete en Si b, saxofón tenor, violín, violonchelo y piano | 08:00    | Tritó Edicions                                              |
| 2018           | Eternidades                                                | Tenor y piano. Ciclo de 16 canciones sobre poemas de Juan Ramón Jiménez. 1. ¡Inteligencia, dame el nombre exacto de las cosas! 2. Vino, primero, pura. 3. Mi corazón, lo iluminaba todo. 4. Madrugada. 5. ¡No corras! 6. Remanso. 7. Nocturno. 8. Yo te mordí tu raíz. 9. Eterno. 10. A veces. 11. Ellos. 12. Amargura. 13. Yo no soy yo. 14. Soy como un niño. 15. Soledad. 16. Muere o canta                                                                     | 15:00    |                                                             |
| 2018           | Silentium amoris                                           | Oboe y piano. Sobre un poema de Oscar Wilde | 05:30    | Tritó Edicions                                              |
| 2018/2022      | Silentium amoris                                           | Saxofón soprano y piano. Versión del original para oboe y piano. Sobre un poema de Oscar Wilde | 05:30    | Tritó Edicions                                              |
| 2018           | Solo                                                       | Contratenor y piano. Poema de Luciano González Sarmiento | 01:30    |                                                             |
| 2018/2020      | Solo                                                       | Barítono y piano. Versión del original para contratenor y piano. Poema de Luciano González Sarmiento | 01:30    |                                                             |
| 2018/2019      | Ruinas de Belchite                                         | Orquesta | 16:00    | Tritó Edicions                                              |
| 2019           | Sortilegio                                                 | Flauta | 07:00    | Tritó Edicions                                              |
| 2019           | Cuatro miniaturas                                          | Cuarteto de cuerda. I. Excitante. II. Enérgico. III. Inquieto. IV. Nocturnal | 01:30    |                                                             |
| 2019           | Altera bestia                                              | Soprano y 16 instrumentos. Fragmento del Apocalipsis de San Juan, Cap. 13. Versión latina | 13:00    | Tritó Edicions                                              |
| 2019           | Antinous                                                   | Violín y clave | 13:00    | Tritó Edicions                                              |
| 2019           | Estudio Rapsódico                                          | Vibráfono. Del Volumen Estudios de Concierto para Vibráfono | 06:00    |                                                             |
| 2020           | Arrebatos                                                  | Acordeón | 02:30    | Tritó Edicions                                              |
| 2020           | Idea                                                       | Soprano y mezzosoprano. Poema de Vicente Aleixandre (Ámbito) | 05:00    | Tritó Edicions                                              |
| 2020           | Spes                                                       | Violín, violonchelo y piano | 03:15    | Tritó Edicions                                              |
| 2019-2020      | Tránsito                                                   | Ópera de cámara. Sobre un texto de Max Aub (1944). 5 cantantes y 18 instrumentos: soprano (Cruz), mezzosoprano (Tránsito), barítono (Emilio), barítono (Alfredo), tenor (Pedro). Flauta, oboe, clarinete, saxofón, trompeta, trompa, trombón, 3 percusionistas, arpa, acordeón, piano, violín I, violín II, viola, violonchelo y contrabajo | 82:00    | Tritó Edicions                                              |
| 2020           | Itinerario                                                 | Saxofón barítono y cuarteto cuerda | 10:00    | Tritó Edicions                                              |
| 2020           | Paráfrasis                                                 | Acordeón. 13 micropiezas sobre imágenes de Sergio Abrain. 1. Puño alzado. 2. Laberinto infinito. 3. Dolor infinito. 4. Abismo. 5. Noche. 6 Huida. 7 El grito. 8. Represión. 9. Mirada impotente. 10. Orfeo. 11. Columna ibérica. 12. Paisajes del cuerpo. 13. Antes y después del cráneo celestial | 07:00    | Tritó Edicions                                              |
| 2021           | Introspección                                              | Órgano | 11:00    | Tritó Edicions                                              |
| 2021           | Himno a la tristeza                                        | Guitarra. Sobre un poema de Luis Cernuda. Publicado por la Revista Roseta. Sociedad Española de la Guitarra | 03:00    | Tritó Edicions                                              |
| 2022           | El silencio de la vida                                     | Mezzosoprano, saxofón soprano y piano. Poema de Alejandro Duque Amusco | 05:00    | Tritó Edicions                                              |
| 2022           | Concierto para clave y orquesta de cuerda                  | Clave solista, arpa, violines I, violines II, violas, violonchelos, contrabajos. I. Con vigor. II. Lírico. III. Telúrico | 20:00    | Tritó Edicions                                              |
| 2022/2024      | Reducción del Concierto para clave y orquesta de cuerda    | Clave y piano | 20:00    | Tritó Edicions                                              |
| 2022           | Trío nº 2. Elegía española                                 | Violín, violonchelo y piano. I. Esencia misteriosa. II. Cuchillo amargo. III. A través de las lágrimas. IV. Al viento de locura que te arrastra. Sobre un poema de Luis Cernuda | 20:00    | Tritó Edicions                                              |
| 2023           | I. O vis eternitatis. II. Spiritus Sanctus vivificans vita | Adaptación para coro femenino y órgano de dos piezas de la Symphonia armonie celestium revelationum de Hildegard von Bingen (1098-1179) | 10:00    |                                                             |
| 2022-2024      | Tejas verdes                                               | Ópera. Libreto de Fermín Cabal, basado en su obra homónima con poemas intercalados del Cancionero y romancero de ausencias de Miguel Hernández. Seis voces femeninas, coro femenino, coro masculino, orquesta | 75:00    | Tritó Edicions                                              |
| 2024           | Oda                                                        | Voz, flauta, clarinete en La, saxofón barítono, violín, violonchelo, piano. Poema de Vicente Aleixandre: Oda a los niños de Madrid muertos por la metralla, escrito en 1936 | 08:00    | Tritó Edicions                                              |
| 2025           | Tres poemas de Tejas verdes                                | Soprano y cuarteto de cuerda. I. El número de sangres. II. Pasó el amor. III. Antes del odio. Poemas de Miguel Hernández | 10:00    |                                                             |
| 2025           | Cantares de Machado                                        | Voz y piano. Sobre poemas de los Proverbios y cantares de Antonio Machado | 04:00    |                                                             |
| 2025           | Transfiguración II                                         | Versión para violonchelo y orquesta de Transfiguración, doble concierto para violonchelo, acordeón y orquesta de cuerda. Sobre versos de Symphonia armonie celestium revelationum de Hildegard von Bingen (1098-1179). I. O vis eternitatis (¡Fuerza de la Eternidad!). II. O cruor sanguinis (¡Sangre derramada!). III. Vivificans vita (Vida que da vida). IV. O ignee spiritus (¡Espíritu ígneo). V. Speculum lucis (Espejo de la luz)                          | 20:00    | Tritó Edicions                                              |
| 2025           | Reducción de Transfiguración II                            | Violonchelo y piano | 20:00    | Tritó Edicions                                              |

## Discografía

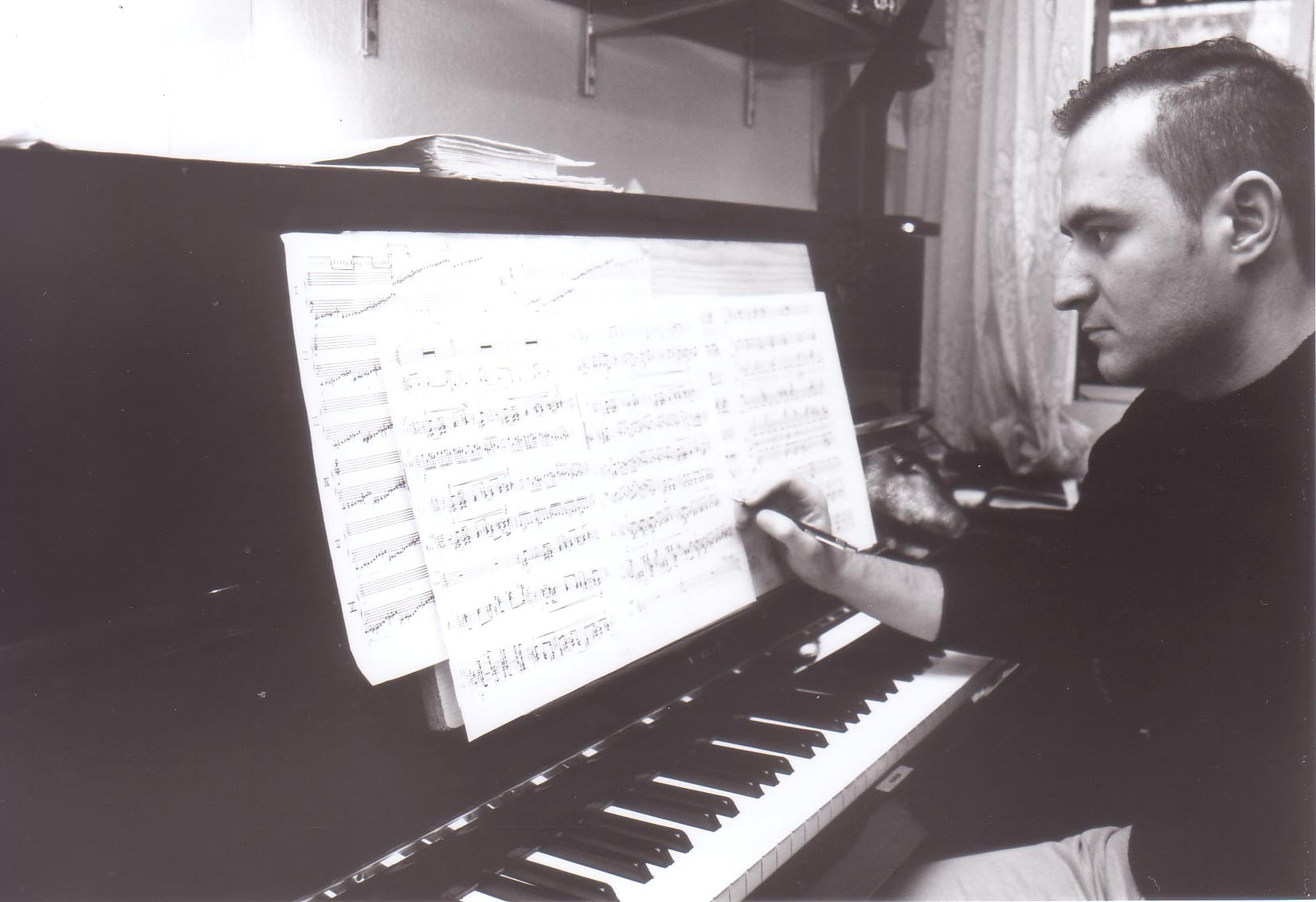
Jesús Torres en 2002

- Mirada final (Guitarra),Ediciones Cecilia Colien Honegger. Ref.: 02-01-1. Año: 1998
- Itzal (Acordeón), Juventudes Musicales. Ref.: M-10855. Año: 2001
- Concierto para piano y orquesta, RTVE MÚSICA. Ref.: M-49458. Año: 2003
- Accentus (Acordeón y Piano), VERSO. Ref.: VRS 2023. Año: 2004
- Itzal (Acordeón), Several Records. Ref.: SRD 322. Año: 2005
- ...i l'infant dorm (Piano), Produccions Anacrusi s.l. Ref.: Gi.: 129-06. Año: 2006
- Música de cámara - TRÍO ARBÓS (Monográfico), SELLO AUTOR. Ref.: SA O1294. Año: 2007
- Proteus (Percusión), KUSION RECORDS. Ref.: M-22951. Año: 2007
- Sinfonía, TRITÓ S.L. Ref.: TD 0032. Año: 2007
- Ánima (Flauta de pico contralto), VERSO. Ref.: VRS 2040. Año: 2007
- El lamento (Violín), SELLO AUTOR. Ref.: SA O1382. Año: 2007
- Música orquestal (Sinfonía, Movimiento, Partita), TRITÓ S.L. Ref.: TD0051. Año: 2008
- Cobra (Mezzosoprano y Saxofón soprano), P.M. PRODUCCIONS. Ref.: PM/CD-048. Año: 2008
- Fantasía para clarinete y piano, CODA OUT EDICIÓN. Ref.: COUT 3031. Año: 2009
- Manantial de luz (Monográfico), KAIROS. Ref.: 0013012KAI. Año: 2009
- Cuentos de Andersen (Monográfico), VERSO. Ref.: VRS 2090. Año:2010
- Monegros (Piano), ALMAVIVA. Ref.: DS-0153 Año: 2011
- Piezas íntimas (Piano), GADGAD MUSIC. Ref.: V-2362. Año: 2011
- Movimiento (Orquesta), TRITÓ S.L. Ref.: TD0066. Año: 2012
- Variaciones para violonchelo y piano, VERSO. Ref.: VRS 211. Año: 2012
- Laberinto de silencios (Piano), CEZANNE. Ref: CZ 005. Año: 2012
- Wasserfall" (Piano), DÚO SINCRONIA. Ref.: BI-733. Año: 2013
- Tenebrae (Cuarteto de saxofones), SIGMA RECORDS. Ref.: SR 001. Año: 2013
- Paseo de los tristes (Piano), IBS CLASSICAL. Ref.: IBS-32013. Año: 2013
- Concierto para acordeón y orquesta, Orquesta y Coro Nacionales de España. Ref: M-975. Año: 2015
- Noche oscura (Soprano y piano), CEZANNE. Ref.: CZ 019. Año: 2015
- Interiores (Guitarra), NAXOS. Ref.: 8.573409. Año: 2016
- Splendens (Percusión y piano), VISUALSONORA. Ref.: VS 074. Año: 2016
- Laberinto de silencios (Monográfico), REVISTA SIBILA 52. Año: 2017
- Épodo (Saxofón tenor), IBS CLASSICAL. Ref.: IBS-142017. Año: 2017
- Chacona (Violín), IBS CLASSICAL. Ref.: IBS-162017. Año: 2017
- Piezas místicas (Viola), IBS CLASSICAL. Ref.: IBS-192018. Año: 2018
- Llama de amor viva (Contratenor y acordeón), IBS CLASSICAL. Ref.: IBS-92019. Año: 2019
- Malagueña ausente (Violín, violonchelo y piano), SACRATIF. Ref.: Sacratif 2019. Año: 2019
- Llama de amor viva (Mezzosoprano y acordeón mesotónico), CEZANNE. Ref.: CZ 070. Año: 2020
- Nada (Grabados de Goya I) (Piano), IBS CLASSICAL. Ref.: IBS-102022. Año: 2022
- Fulgor (Violín, clarinete y piano), IBS CLASSICAL. Ref.: IBS-62023. Año: 2023
- Duos with piano (Fantasía, Accentus, Splendens, Sonata para flauta, Variaciones, Silentium amoris), IBS CLASSICAL. Ref.: IBS-212023. Año: 2023
- Aleixandre-Coros (Selección) (9. Absorbido. 14. El cuerpo y el alma), DELICIAS DISCOGRÁFICAS. Ref.: DCD226. Año: 2024

Fuente: Allmusic y Discogs.